# Cultura primitiva
Cultura primitiva es un término antropológico desfasado (de la antropología antigua más que de la posterior antropología cultural), que se aplicaba para designar a la cultura,que careciera de los principales signos de desarrollo económico, social e institucional en el sentido identificado como «modernidad». Es utilizado habitualmente en plural (culturas primitivas). También se utilizan los términos sociedades primitivas y pueblos primitivos, que habitualmente se asocian a los pueblos indígenas. Se asocia su uso con el del término «el hombre primitivo», es decir, el tipo humano propio de las culturas primitivas actuales o del pasado reciente, pero también el «hombre prehistórico» (Hominina, las especies antecesoras del hombre actual u hombre moderno -Homo sapiens-, y el hombre actual durante la Prehistoria).
Las carencias señaladas en las culturas primitivas solían incluir la de la escritura o la de una tecnología avanzada, y determinar una población limitada y aislada. El término se utilizaba por los académicos occidentales para describir las culturas exóticas que entraban en contacto con los exploradores y colonizadores europeos. La clasificación de las sociedades se hacía según un criterio, procedente de la Ilustración, que identificaba tres fases de desarrollo cultural: salvajismo (la fase propia de esas culturas primitivas), barbarie (la propia de los llamados «pueblos bárbaros» que invadieron el Imperio romano) y civilización.

## Uso histórico de la expresión
Cultura Primitiva (1871) fue el título la obra principal de Edward Tylor («el fundador de la antropología»), en el que designa la religión propia de esta cultura con el término «animismo», que a su vez define por referencia a los indígenas contemporáneos y otros datos religiosos, como la «creencia en espíritus». Otra característica definitoria de las culturas primitivas es una mayor cantidad de tiempo de ocio que en las sociedades complejas (civilizaciones), más caracterizadas por el trabajo.
Muchos de los primeros sociólogos y otros autores concebían las culturas primitivas bajo el mito del buen salvaje, creyendo que su carencia de tecnología y su no integración en lo que hoy se denomina economía-mundo les convertían en ejemplos ideales de la forma de vida humana más apropiada al estado de naturaleza. Entre estos pensadores estuvo Jean-Jacques Rousseau, a quien se suele asociar frecuentemente con la idea del buen salvaje, por su Discurso sobre el origen de la desigualdad entre los hombres; y Karl Polanyi, quien, en La Gran Transformación entendía la organización económica de las sociedades primitivas como menos destructiva que la economía de mercado. La creencia en las culturas primitivas como ideales se suele definir como primitivismo; siendo derivaciones de esta concepción teórica el comunismo primitivo y el anarco-primitivismo.
Muchos de estos autores (y algunos posteriores, proyectándose esta creencia incluso en la actualidad) asumen que los pueblos indígenas contemporáneos y sus culturas son comparables con los humanos primitivos y las suyas. La palabra "primitivo" proviene del latín primus (el primero); los antropólogos de la era victoriana creían que las denominadas culturas primitivas contemporáneas se habían preservado en un estado sin cambios desde la Edad de Piedra (paleolítico o neolítico, según hubieran desarrollado o no una economía agrícola y/o ganadera).
Las sociedades primitivas existen como una organización con una división del trabajo poco avanzada. La forma social de la vida se expresa a través del concepto de la solidaridad mecánica, la cual se basa en criterios de diferenciación tales como: edad, experiencia y sexo. En las sociedades primitivas existe una organización de tribus y clanes. La solidaridad de tales sociedades exige la adaptación al colectivo por parte del individuo. El individuo está sometido al control de la conciencia colectiva y puede desarrollar su individualidad siempre y cuando coincida con el mandato del colectivo.
La falsedad de esta premisa suele argumentarse con la opuesta idea de que las banda de cazadores-recolectores pueden tener tanta innovación acumulada como las culturas civilizadas «modernas». Las diferencias radicarían principalmente en la innovación cultural de los cazadores-recolectores o de los grupos de agricultura itinerante en los ámbitos ceremoniales, arte, creencias, rituales y tradiciones que normalmente no dejan testimonio físico (artefactos, herramientas o armas). La premisa según la cual las bandas de cazadores-recolectores y las tribus de agricultura itinerante tendrían más en común de lo que ambas tienen con las sociedades más complejas (urbanas o civilizadas) también es negada por muchos arqueólogos modernos. Según estos, un examen detallado de las diferencias culturales mostraría que estos tipos de culturas son tan diferentes entre sí como lo son de las culturas urbanas o civilizaciones.
Las sociedades primitivas, como las sociedades rudimentarias de épocas posteriores, no centran su atención en los aspectos económicos, planteándolos de forma sencilla, y clasificando a sus miembros no por su capacidad económica, sino por el «valor» y las «proezas», resumidas en la capacidad de matar (hombres en la guerra o animales en la caza). Las sociedades de bandas de cazadores-recolectores se establecen relaciones de base generalmente recíproca; forman sus liderazgos sin capacidad coercitiva en su base sino basándose en el prestigio.
Aunque la creencia en el mito del buen salvaje no ha desaparecido, describir una cultura como primitiva se suele considerar políticamente incorrecto y ofensivo. El uso del término, especialmente en entornos académicos, se ha hecho escaso.